# Fuentesaúco
Fuentesaúco is een gemeente in de Spaanse provincie Zamora in de regio Castilië en León met een oppervlakte van 67,85 km². Fuentesaúco telt 1.606 inwoners (1 januari 2016).